# Спурий Навтий Рутил (военный трибун 424 года до н. э.)
Спурий Навтий Рутил (лат. Spurius Nautius Rutilus; V век до н. э.) — римский политический деятель из патрицианского рода Навтиев, военный трибун с консульской властью 424 года до н. э.
Коллегами Спурия Навтия по должности были Аппий Клавдий Красс, Луций Сергий Фиденат и Секст Юлий Юл. Единственным заметным событием этого трибуната стали игры, обещанные гражданам во время войны с Фиденами. 